# Harcenkî, Kozelșciîna
Harcenkî (în ucraineană Харченки) este un sat în comuna Verhnea Manuilivka din raionul Kozelșciîna, regiunea Poltava, Ucraina.

## Demografie
Componența lingvistică a localității Harcenkî
     Ucraineană (89,7%)
     Română (6,06%)
     Rusă (3,64%)
     Alte limbi (0,61%)
Conform recensământului din 2001, majoritatea populației localității Harcenkî era vorbitoare de ucraineană (89,7%), existând în minoritate și vorbitori de română (6,06%) și rusă (3,64%).